# Passo di Šipka
Il passo di Šipka (in bulgaro Шипченски проход?, Šipčenski Prohod) è un passo di montagna nella catena dei Monti Balcani in Bulgaria, ad un'altitudine di 1190 metri sul livello del mare. Collega la provincia di Gabrovo a nord e quella di Stara Zagora a sud.
È stato luogo di una serie di scontri tra l'esercito russo e volontari bulgari da una parte e l'Impero ottomano dall'altra, conosciuti nel loro insieme come la battaglia del passo di Šipka durante la guerra russo-turca (1877-1878).

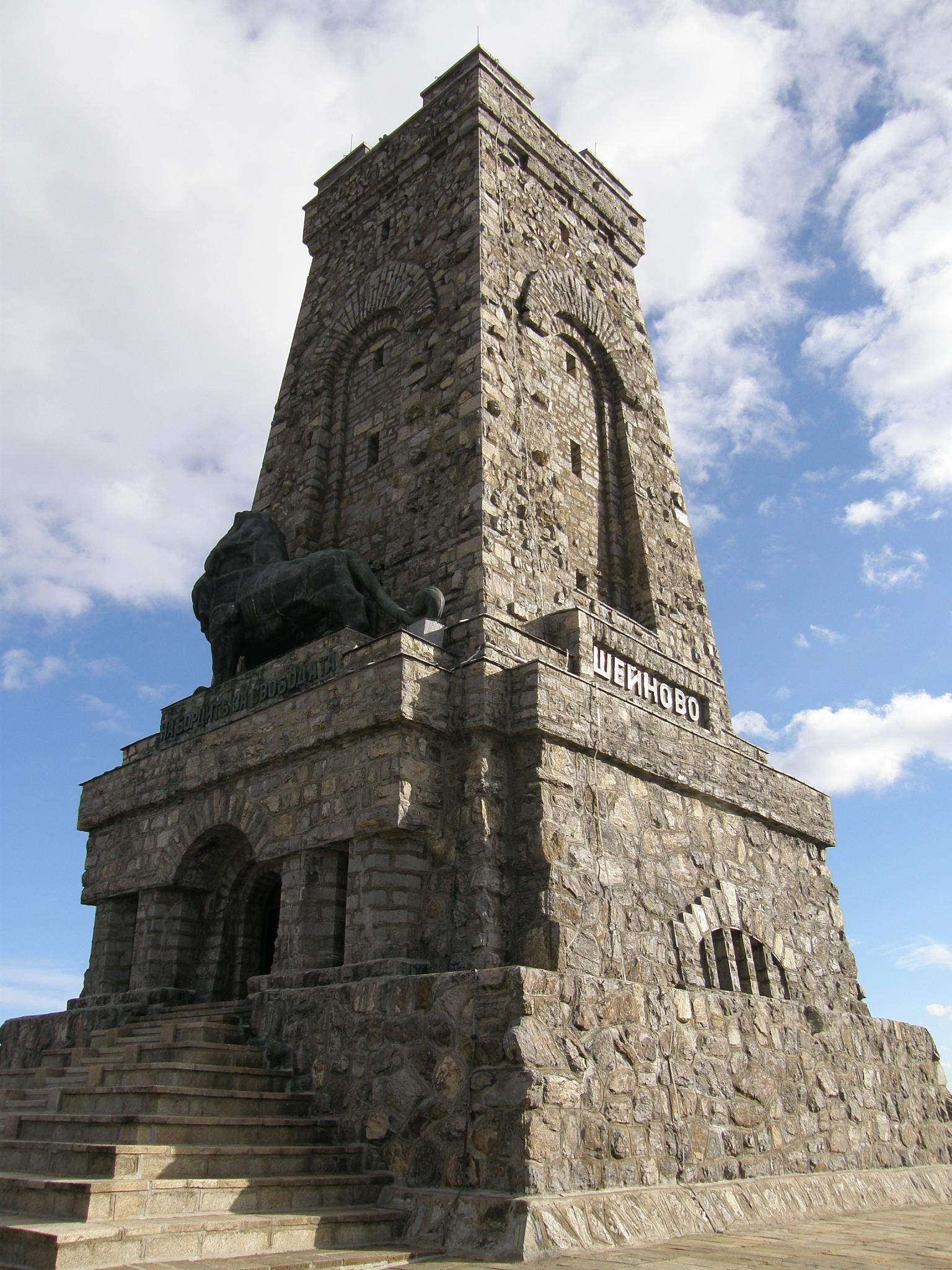
Il Monumento alla Libertà di Šipka